# 李績
李 績（り せき、生没年不詳）は、五胡十六国時代前燕の人物。字は伯陽。范陽郡の出身。父は前燕の尚書李産。

## 生涯
若い頃より、風骨に優れて節操があったことで名を馳せた。また、清晰・明弁であり、文才にも長けていた。
父に従って後趙に仕え、20歳の時に范陽郡功曹に任じられた。
338年3月、石虎が段遼征伐を目論んで出征し、范陽へ進駐した。当時、凶作による飢饉により、范陽の百姓は後趙軍へ軍糧を満足に供出することができなかった。そのため、石虎は大いに憤り、それを知った范陽郡太守は処罰を恐れて逃亡してしまった。李績は石虎のもとへ進み出ると「郡は北裔に面して寇と境界を接し、国境地帯では人民は深い慮いを抱いております。輿駕が親戎に乗り出して賊を除残すると聞けば、赤子や娼婦といえども皆全て命を尽くさんと思っております。これは国家の為だけに非ず、自らの安寧を求める為でもあるのです。故にみな自ら耕作に励んでいるのですから、敢えて自らの物資を惜しんで軍需を欠く様な事がありましょうか！しかし、ここ数年の災厄や凶作により、家人は顔も青ざめ、困弊して力を使い果たしております。これでは助けようにもどうにもなりません。逋脱の罪に対してどうか情けを頂けますよう」と申し述べた。石虎は李績が年少であったにもかかわらず壮節を持っているのを見て、これを称賛すると共に食糧の供出を免じ、太守も罪に問わなかった。
やがて後趙の幽州刺史王午により主簿に任じられた。また、幽州別駕にも任じられている。
350年2月、前燕皇帝慕容儁が南征を開始すると、王午に従って魯口へと移った。この時、父の李産は前燕に降伏していたので、王午配下の征東将軍鄧恒は、王午へ「績の郷里は北にあり、父は既に燕に降っております。今はここにおりますが、いつまでも用いることはできません。人患となるでしょう」と進言したが、王午は「績は喪乱の中にあっても、家を捨てて義を立てている。その情節の重は古代の烈士にも匹敵する。もしこれを嫌害してしまえば、必ずや衆望を損なう事になる」と取り合わず、鄧恒もまた何も言わなかった。王午は鄧恒が李績を殺害する事を恐れ、物資を与えて李績を帰してやった。郷里に帰還すると慕容儁に接見したが、慕容儁は親に背いた上に今さら戻ってきたことを責め立てた。これに李績は「臣が聞く所によりますと、前史においては豫譲が智伯の仇に報いた事を称賛しております。我は既に官職にある身であり、これがどうして君に非ざるというのでしょう！陛下はまさに唐虞の化（堯や舜のような王化）を広めんとしており、まことに臣の帰順は遅くはないかと存じます」と答えた。これに慕容儁は「これもまた、君主を奉じる事の一節であるか」と語った。
以降は前燕に仕え、昇進を重ねて太子中庶子に任じられた。やがて司徒左長史に任じられた。
359年2月、慕容儁は群臣を鄴の蒲池に集めて酒宴を催した。宴もたけなわとなると、賦詩を詠んだり経史の議論が行われたりするようになった。周の霊王の太子であったが早世した晋について話題が及ぶと、慕容儁は涙を流しながら群臣へ「昔、魏武（曹操）は倉舒（曹沖の字）を追痛し、孫権は登（孫登）を悼み続けた。我はいつも、この二主が子を愛するがあまり奇と称されることに、大雅としての体がなっていないと考えていた。しかし、曄（長男の慕容曄）を亡くして以来、我の鬚髪には白いものが混じるようになり、ここに至って初めて二主の心境を理解したのだ。卿らは曄をどのように評していたか。今はこれを悼み、将来への不安を残さないようにしたいのだ」と述べた。李績は「献懐（慕容曄の諡号）が東宮にあった頃、この績は中庶子であり、忝くも近侍しておりました。故にその聖質や志業はこの績が実に知り及ぶところです。この績、道を聞くに全く欠ける所無く、唯一の聖人であると思いました。先の太子は大徳を八つ有し、未だ欠けたるところがありませんでした」と答えた。慕容儁は「卿の言はいささか過ぎたるように思えるが、もしそうであるならば試しにべてみよ」と述べた。李績は「至孝は天より授かり、性は道に適っておりました。これが一です。聡敏にして慧悟であり、機思は流れるが如くでした。これが二です。沈着で剛毅、決断力にも富み、その理詣に暗い所はありませんでした。これが三です。諛を憎み、物事に明るく、直言を雅に喜んでおりました。これが四です。学問を好んで賢人を愛し、下に問う事を恥じませんでした。これが五です。英姿は古えに優り、芸業は時を超えておりました。これが六です。虚襟にして恭讓であり、師を尊んで道を重じておりました。これが七です。財に重きを置かずに施しを好み、民の苦しみに勤恤しておりました。これが八です」と答えた。慕容儁は涙を流しながら「卿の褒誉には過ぎたる部分もあるが、確かにこの子が存命であったならば、我は死しても憂いは無かった。しかし、我は既に唐虞を追従することはできない。そこで、天下を司る有徳の者に譲り、近くは三王を模として世に伝授しようと思う。景茂（慕容暐の字）は幼沖であり、その器芸に目立った所はまだ見られていないが、卿はどう思うか」と問うと、李績は「皇太子は天資にして岐嶷で、その聖敬は日が躋（昇）るように、八徳は静かながらも聞こえておりますが、二欠は未だ補われておりません。遊田を好み、絲竹（音楽）に心を奪われる傾向があります。これが残念でなりません」と答えた。慕容儁は側に侍っていた慕容暐を顧みて「伯陽の言は、薬石の恵である。汝はこれを心に留めておくように」と訓じた。だが、慕容暐はこれに不満を抱いた。
同年12月、慕容儁が病を発して床に伏せがちになると、太宰慕容恪を呼び出して後事を託した。この時、慕容儁は「李績は清方にして忠亮な男であるから大事を任せられるだろう。李績と協力して景茂を盛り立ててほしい」と述べている。360年1月、慕容儁が崩御し、慕容暐が即位した。
同年11月、慕容恪は遺言に従って李績を重用しようと考え、尚書右僕射に任じるよう進言したが、慕容暐はかつての李績の発言に恨みを抱いており、これを認めなかった。慕容恪は幾度も進言を繰り返したが、慕容暐は慕容恪へ「万機の事は叔父に委ねているが、伯陽一人に関しては、この暐に裁かせてもらう」と取り合わなかった。その後、章武郡太守に左遷した。
李績はやがて憂死したという。